# Casa Bottelli (piazza Castello)
Casa Bottelli, anche noto come Palazzo Rusconi Clerici e Casa Rusconi Clerici, è un palazzo storico di Milano situato in piazza Castello al civico 16.
«.Un'insolita costruzione che sembra un esercizio di stile , giocato su un'architettura sempre cadenzata ma più azzardata rispetto ai palazzi del Foro Buonaparte»

## Storia
Il palazzo fu costruito alla fine del XIX secolo (tra il 1895 e il 1897) in concomitanza con la sistemazione dell'area antistante al castello Sforzesco su progetto di Romeo Bottelli.
Dopo il trasferimento da via Dante la famiglia nobile dell'ingegner Giulio Rusconi Clerici acquista l'edificio , stabilendovi la residenza e, più tardi, lo studio  di ingegneria aperto dal figlio Giuseppe nel 1908. Lo studio, invece,  rimase in Via Meravigli 16.
Dal 1973 per alcuni anni, il palazzo ospitò lo studio associato di Enzo Berlanda prima che si trasferisse in Via dei Cappuccini.

## Descrizione
La facciata, curva per adattarsi alla forma circolare della piazza, è un perfetto esempio di architettura tardo eclettica in cui elementi classici di diversi stili convivono con inserzioni moderne dell'epoca: il palazzo è tuttavia prevalentemente ispirato dagli stilemi del tardo rinascimento lombardo. Il fronte presenta quindi giustapposizioni molto fitte di vari elementi architettonici: a colonne di ordine dorico vengono aggiunte colonne a candelabro e finestre con timpani curvi, con medaglioni e graffiti negli spazi tra le finestre, mentre la balconata del piano nobile è realizzata in ghisa e ferro battuto.